# Bistum Sangmélima
Das Bistum Sangmélima (lat.: Dioecesis Sangmelimaensis) ist eine in Kamerun gelegene römisch-katholische Diözese mit Sitz in Sangmélima.

## Geschichte
Das Bistum Sangmélima wurde am 18. Januar 1963 durch Papst Johannes XXIII. mit der Apostolischen Konstitution Quod superno aus Gebietsabtretungen des Bistums Douala errichtet und dem Erzbistum Yaoundé als Suffraganbistum unterstellt. Das Bistum Sangmélima gab am 20. Mai 1991 Teile seines Territoriums zur Gründung des Bistums Ebolowa-Kribi ab.

## Bischöfe von Sangmélima
- Pierre-Célestin Nkou, 1963–1983
- Jean-Baptiste Ama, 1983–1991, dann Bischof von Ebolowa-Kribi
- Raphaël Marie Ze, 1992–2008
- Christophe Zoa, seit 2008